# Amar Benmohamed
Le texte peut changer fréquemment, n’est peut-être pas à jour et peut manquer de recul. 
Le titre et la description de l'acte concerné reposent sur la qualification juridique retenue lors de la rédaction de l'article et peuvent évoluer en même temps que celle-ci.
Amar Benmohamed, né en 1972 en France, est un policier francais, brigadier-chef, officier de police judiciaire, ainsi qu'un lanceur d'alerte.

## Biographie
Amar Benmohamed naît en 1972 en France et grandit dans le département de la Seine-Saint-Denis (93).
Son père, d’abord militaire dans la marine nationale, devient ensuite gardien de la paix au sein de la Préfecture de Police de Paris qu’il quitte en 1979 pour prendre sa retraite.
La mère d'Amar, fonctionnaire, reste en France pour élever ses enfants. Amar obtient un baccalauréat B puis suit des études de chinois mandarin. En parallèle, il travaille de nuit dans le domaine de la sécurité privée.
Suivant les conseils d'un ancien collègue de son père, il effectue en 1997 son service militaire en tant que policier auxiliaire puis en 1999, il effectue sa scolarité dans une école de police, après avoir passé les épreuves du concours de gardien de la paix. 

## Alerte

### Premières dénonciations
Dès le printemps 2017, il dénonce à sa hiérarchie des « propos racistes » tenus de façon régulière ainsi que des mauvais traitements (privations d’eau, privations de nourriture, privations de couverture, privations de médecin, crachats dans la nourriture etc …) commis par quelques gardiennes de la paix à « l’adresse des déférés d’origine étrangère ». Il dénonce aussi des vols perpétrés par les agents de police. Il a également témoigné auprès de l'IGPN dans le cadre d'une enquête pour "mauvais traitements, propos à caractère discriminatoire et propos injurieux susceptibles d'avoir été infligés à des personnes déférées au tribunal de grande instance de Paris". Achevée en février 2020, l'enquête de l'IGPN a conclu à des faits de racisme répétés, et possiblement de maltraitance, mais n'a pas donné lieu à un signalement au procureur, d'après l'avocat du brigadier-chef Arié Alimi.
Depuis ses accusations portés envers ses collègues, Amar Benmohamed estime être la cible d'un harcèlement de la part de certains supérieurs hiérarchiques.
En janvier puis en mars 2019, devant l’inaction de sa chaîne de commandement, il rédige un rapport dénonçant une fois de plus ces faits,.

### Alerte au grand public
En juillet 2020, il dénonce, via un témoignage recueilli par StreetPress, le comportement de certains de ses collègues au dépôt du Tribunal de grande instance de Paris. Il évoque notamment des centaines de cas de comportements racistes, homophobes, transphobes ainsi que des maltraitances régulières et violences morales,.
Le 28 juillet 2020, le parquet de Paris ouvre une enquête pour violences volontaires par personnes dépositaires de l'autorité publique et pour injures publiques.

### Sanctions et mesures de rétorsion
Le 11 janvier 2021, sa hiérarchie lui donne un « avertissement » dans le cadre d'une procédure disciplinaire, au titre de son refus persistant de révéler les identités de ses collègues qui lui avaient rendu compte des maltraitrances quotidiennes et autres injures raciales commises par les policières mises en cause,,.
Il répondait que son refus de communiquer les identités respectait le principe de droit dit de la « préservation de la preuve » mais aussi que son refus était motivé par la nécessité de protéger ses collègues des pressions de la hiérarchie[réf. nécessaire].
De même, il lui est reproché d’avoir rédigé un rapport avec six jours de retard, chose qu’il conteste en apportant la preuve de ses dires. Enfin, il réaffirme avoir rapporté tous les faits depuis le printemps 2017 à la suite de multiples comptes rendus oraux (attestés par plusieurs témoins directs de l’affaire) aux gradés et officiers du T.G.I, puis par écrit, à ses supérieurs ainsi qu’à l'IGPN Paris, avec des documents datés et signés,,.
Avec son avocat Arié Alimi, il conteste cette sanction auprès du tribunal administratif de Paris,. Il obtient le soutien de la Maison des lanceurs d'alerte, la Ligue des droits de l'Homme et l'Acat (une pétition en ligne est lancée par ces associations https://www.ldh-france.org/soutien-a-amar-benmohamed-m-le-prefet-de-police-retirez-lavertissement-et-faites-cesser-ce-harcelement/), ainsi que de plusieurs personnalités telles que l'historien Patrick Weil, l'avocat William Bourdon, le professeur de droit public Paul Cassia et le lanceur d'alerte des Luxleaks Antoine Deltour,,.
Le 21 mars 2021, l’officier de nuit du Dépôt revient spécialement sur ses repos pour lui notifier l’ouverture d’une enquête administrative à son encontre pour « manquement au devoir de rendre compte » à la suite de son témoignage devant l'Assemblée nationale dans le cadre de l'évaluation de la loi Sapin 2, enquête qui se soldera par un avertissement. Sa direction et le préfet de police de Paris lui reprochent en effet de ne pas avoir signalé plus tôt l'audition devant la mission d'évaluation menée par les députés Raphaël Gauvain et Olivier Marleix à laquelle il avait été invité sur proposition de la Maison des lanceurs d'alerte pour témoigner de son vécu et de son expérience en qualité de lanceur d’alerte,. Le 24 janvier 2022, il était sanctionné par un avertissement pour avoir porté ce témoignage. Le 27 juin 2023, il recevait un blâme pour avoir accusé sa hiérarchie de passivité et de complicité dans les dysfonctionnements qu’il a dénoncés au sein du Dépôt du tribunal de Paris .

### Décisions de justice
En décembre 2022, le Défenseur des droits reconnait qu'il a fait l'objet de représailles de la part de sa hiérarchie et pointe l'impunité dont ont bénéficié les personnes mises en cause dans cette affaire.
Le 28 juin 2023, la Cour Administrative d’Appel de Paris annulait la première sanction reçue (un avertissement) et lui reconnaissait officiellement (tout comme le Défenseur des Droits l’avait déclaré fin 2022) la qualité de lanceur d’alerte.
Le 12 avril 2024, le Tribunal Administratif de Paris annulait les deux autres sanctions (un avertissement et un blâme) au motif principal « qu’aucun fonctionnaire ne peut être sanctionné pour avoir lancé une alerte ».

### Distinctions
Le 22 janvier 2022, son action est saluée par l'association Anticor qui lui remet un prix éthique.

## Référence
1. ↑  « France : Le lanceur d'alertes sur les maltraitances au tribunal de Paris sanctionné », sur Yabiladi, 13 janvier 2021 (consulté le 20 mai 2021).
2. 1 2 3  Ismaël Halissat et Charles Delouche-Bertolasi, « Amar Benmohamed, le policier qui ne pouvait plus se taire », sur Libération, 29 juillet 2020 (consulté le 20 mai 2021).
3. ↑  « Policiers accusés de racisme au tribunal de Paris : Darmanin se demande « pourquoi les sanctions n’ont pas été prises » », sur lemonde.fr, 27 juillet 2020.
4. 1 2 3 4  « Ce que l'on sait sur les abus de policiers au dépôt du tribunal de grande instance de Paris », sur Franceinfo, 28 juillet 2020 (consulté le 25 janvier 2022)
5. ↑  Ismaël Halissat et Charles Delouche-Bertolasi, « Amar Benmohamed, le policier qui ne pouvait plus se taire », sur Libération (consulté le 25 janvier 2022)
6. ↑  Mathieu Molard, Christophe Cecil-Garnier, Yann Castanier, « "Un policier révèle des centaines de cas de maltraitance et de racisme dans les cellules du tribunal de Paris" », sur Streetpress, 27 juillet 2020 (consulté le 28 juillet 2020)
7. ↑  « Un policier accuse des collègues de violences contre des personnes déférées au dépôt du tribunal de Paris », Le Monde.fr,‎ 28 juillet 2020 (lire en ligne, consulté le 29 juillet 2020)
8. ↑  « Accusations de racisme et de maltraitances au tribunal de Paris : le policier qui dénonce les faits dépose plainte contre X pour harcèlement », sur Franceinfo, 28 juillet 2020 (consulté le 29 juillet 2020)
9. ↑  magazine, « Policiers accusés de racisme au tribunal de Paris : une enquête ouverte », sur Le Point, 27 juillet 2020 (consulté le 29 juillet 2020)
10. ↑  (reportage TV sur l’émission Quotidien
11. ↑  Hortense de Montalivet et Geoffroy Clavel, Darmanin a-t-il réclamé des sanctions contre le lanceur d'alerte de la police?, huffingtonpost.fr, 29 juillet 2020
12. ↑  Sanctions contre des policiers accusés de racisme et de maltraitances au tribunal de Paris, lefigaro.fr, 28 juillet 2020
13. ↑  Cinq policiers sanctionnés pour racisme et maltraitance au tribunal de Paris, lunion.fr, 28 juillet 2020
14. ↑  Le policier lanceur d’alerte qui a révélé les maltraitances au tribunal de Paris sanctionné par sa hiérarchie, streetpress.com, 12 janvier 2021
15. ↑  Paul Guyonnet, Amar Benmohamed, policier lanceur d'alerte sur le racisme, averti pour avoir tardé à parler, huffingtonpost.fr, 12 janvier 2021
16. ↑  « VIDEO. Racisme au dépôt du tribunal de Paris : le brigadier lanceur d'alerte sanctionné », sur France Info, 21 avril 2021 (consulté le 14 juin 2021).
17. ↑  StreetPress, « Le policier lanceur d’alerte qui a révélé les maltraitances au tribunal de Paris sanctionné par sa hiérarchie », sur StreetPress (consulté le 25 janvier 2022)
18. ↑  Le Parisien avec AFP, « Soupçons de racisme au tribunal de Paris : le policier qui a dénoncé les faits sanctionné », Le Parisien, 12 janvier 2021 (consulté le 25 janvier 2022).
19. ↑  « Accusations de racisme au tribunal de Paris : Darmanin appelé à « soutenir » le policier « lanceur d'alerte » », La Provence, 30 juillet 2020 (consulté le 25 janvier 2022).
20. ↑  Irène Ahmadi, « Des personnalités appellent Gérald Darmanin à soutenir et protéger le policier lanceur d'alerte », Les Inrockuptibles (consulté le 25 janvier 2022).
21. ↑  « Racisme au tribunal de Paris : « Gérald Darmanin doit soutenir le policier lanceur d’alerte » », sur Maison des lanceurs d'alerte, 30 juillet 2020 (consulté le 25 janvier 2022).
22. 1 2  « Affaire Benmohamed : le préfet a-t-il peur des policiers ? », sur Maison des lanceurs d'alerte, 31 mars 2021 (consulté le 25 janvier 2022).
23. 1 2  « Le policier lanceur d’alerte Benmohamed sanctionné pour avoir témoigné à l'Assemblée », sur StreetPress, 4 février 2022.
24. ↑  « Le policier lanceur d’alerte Benmohamed menacé de sanctions pour avoir témoigné à l’Assemblée nationale », sur StreetPress (consulté le 4 avril 2021).
25. 1 2  StreetPress, « La justice reconnaît que le policier Amar Benmohamed est bien un lanceur d’alerte », sur StreetPress (consulté le 12 juillet 2023)
26. ↑  StreetPress, « Pour la Défenseure des droits, le policier lanceur d’alerte « a été victime d’une mesure de représailles » de sa hiérarchie », sur StreetPress (consulté le 6 février 2023)
27. ↑  StreetPress, « La justice annule toutes les sanctions prononcées à l'encontre du policier lanceur d’alerte Amar Benmohamed », sur StreetPress (consulté le 29 avril 2024)
28. ↑  « Anticor récompense l'Observatoire des multinationales, Julian Assange et le journalisme », sur Basta! (consulté le 25 janvier 2022)